# Guglielmo il Normanno
Guglielmo il Normanno (in inglese William the Norman) (... – 1075) è stato vescovo di Londra nella seconda metà dell'XI secolo.
La consacrazione di Guglielmo avvenne nel 1051, quando, insieme a Ralf the Staller e un sacerdote reale, prese parte alla sottomissione della regione dell'East Anglia subito dopo la conquista normanna del 1066. Frequentò il Consiglio di Londra nel 1075. Morì nel 1075 e a lui succedette Hugh d'Orevalle.

## Genealogia episcopale e successione apostolica
La genealogia episcopale è:
- Arcivescovo Robert di Jumièges
- Vescovo Guglielmo il Normanno

La successione apostolica è:
- Arcivescovo Lanfranco di Canterbury, O.S.B. (1070)